# CANON
CANON (ang. completely autotrophic nitrogen removal process over nitrite) – technologia usuwania azotu amonowego ze ścieków prowadzona w pojedynczym autotroficznym bioreaktorze. 
Technologia CANON jest prowadzona przy stężeniu tlenu mniejszym niż 0,5%. W warunkach takich w bioreaktorze namnażają się jednocześnie tlenowe nitrozobakterie oraz bakterie beztlenowe, należące do rzędu Planctomycetes: Brocadia i Kuenenia. Zachodzą więc jednocześnie reakcje tlenowego i beztlenowego utleniania amonu, z wydzieleniem azotu cząsteczkowego:
NH4+ + 1,5 O2 → NO2- + 2 H+ + H2O
NH4+ + 1,3 NO2- → 1,02 N2 + 0,26 NO3- + 2 H2O
Sumarycznie te dwie reakcje wyglądają następująco:
NH4+ + 1,3 NO2- → 0,435 N2 + 0,13 NO3- + 1,3 H2O + 1,4 H+